# Tangara fucosa
La tangara nuquiverde o tángara de nuca verde (Tangara fucosa) es una especie de ave paseriforme de la familia Thraupidae, perteneciente al  numeroso género Tangara. Es nativa de una pequeña zona en la frontera entre Colombia y Panamá.

## Distribución y hábitat
Es una especie endémica de la Serranía del Darién, en la frontera de Colombia (noroeste de Chocó, en el cerro Tacarcuna) y Panamá, solamente en la región de cabeceras del río Tigre, cerros Tucuruna, Pirre y Malía y Serranía de Junguruda.
Vive en el interior y el borde del bosque húmedo de montaña y bosque enano, preferentemente entre los 1400 y 2000 m de altitud, aunque se ha encontrado anidando a 940 m s. n. m. y hay registros en altitudes menores, siempre por encima de 550 m s. n. m.

## Estado de conservación
La tangara nuquiverde ha sido calificada como casi amenazada por la Unión Internacional para la Conservación de la Naturaleza (IUCN) debido a que se presume que pueda ser moderadamente susceptible a futuras presiones humanas, a pesar de que su muy pequeña zona de distribución y su hábitat son actualmente seguros, y su población, todavía no cuantificada, se considera estable.

## Descripción
Mide en promedio 13 cm de longitud. Plumaje negro en las partes superiores y la garganta, con parche verde claro en la nuca; las partes inferiores son de color canela, con lentejuelas azules en el pecho.

## Alimentación
Se alimenta principalmente de frutos, como los del género Miconia y de lianas de epífitas. También se alimenta de insectos.

## Sistemática

### Descripción original
La especie T. fucosa fue descrita por primera vez por el ornitólogo estadounidense Edward William Nelson en 1912 bajo el nombre científico Tangara fucosus; su localidad tipo es: «Cerro Pirre, 5000 pies (c. 1525 m), Panamá».

### Etimología
El nombre genérico femenino Tangara deriva de la palabra en el idioma tupí «tangará», que significa «bailarín» y era utilizado originalmente para designar una variedad de aves de colorido brillante; y el nombre de la especie «fucosa» deriva del latín «fucosus»: hermosa, una pintura.

### Taxonomía
Los amplios estudios filogenéticos recientes demuestran que la presente especie es hermana de Tangara dowii (con quien ya fue considerada conespecífica), y el par formado por ambas es hermano de Tangara nigroviridis. Es monotípica.